# مسجد میرزا عرب بیلند
مسجد جامع میرزاعرب بیلند مربوط به اواخر دوره قاجار است و در شهرستان گناباد، بخش مرکزی، روستای بیلند واقع شده و این اثر در تاریخ ۱۹ مرداد ۱۳۸۴ با شمارهٔ ثبت ۱۲۹۱۶ به‌عنوان یکی از آثار ملی ایران به ثبت رسیده است.